# Falcão-de-coleira
O falcão-de-coleira (Falco femoralis) é um falcão campestre com ampla distribuição nas Américas, em ecossistemas abertos, os quais favorece. Sua área de distribuição histórica vai da Patagônia ao Texas - na qual só está ausente da Bacia Amazônica - havendo, no entanto, desaparecido do território dos EUA durante a década de 1950, fazendo-se atualmente esforços para a sua reintrodução neste país mediante a liberação na natureza de exemplares criados em cativeiro.
A espécie chega a medir 36 cm de comprimento, possuindo dorso cinza-escuro, grandes faixas superciliares brancas ligando-se na nuca, faixa malar distinta, abdome castanho, asas e cauda muito alongadas. 
Caça pequenos animais e insetos em espaços abertos, e gosta de freqüentar áreas de queimadas em busca de animais fugindo do fogo. Pela mesma razão, no Parque Nacional das Emas, foi visto associar-se ao lobo-guará ao qual segue para apoderar-se de animais por ele espantados na vegetação rasteira.
Assim como outros falcões, costuma ser monogâmico e o casal passa boa parte do tempo unido. Possuem território reprodutivo fixo e costumam fazer o ninho no mesmo local ano após ano. Geralmente escolhem árvores isoladas em descampados, com 5 a 7 metros de altura, para seus ninhos. Já foram encontrados nidificando até mesmo em postes elétricos. A postura dos ovos, que são em média 3, tem início entre agosto e setembro. A fêmea é encarregada da incubação e, após a eclosão, esta cuida dos filhotes enquanto o macho sai em busca de alimento.

## Nomes populares
O nome "falcão-de-coleira" foi selecionado como nome vernáculo técnico para a espécie pelo Comitê Brasileiro de Registros Ornitológicos.
Também é conhecido pelos nomes de gavião-de-coleira e gavião-pombo.

## Subespécies
São reconhecidas três subespécies:
- Falco femoralis femoralis (Temminck, 1822) - ocorre da Nicarágua e Belize até o sul da América do Sul na Terra do Fogo;
- Falco femoralis septentrionalis (Todd, 1916) - ocorre na savana e nas florestas do norte do México e Guatemala;
- Falco femoralis pichinchae (Chapman, 1925) - ocorre da Colômbia até o norte do Chile e noroeste da Argentina.

## Descrição

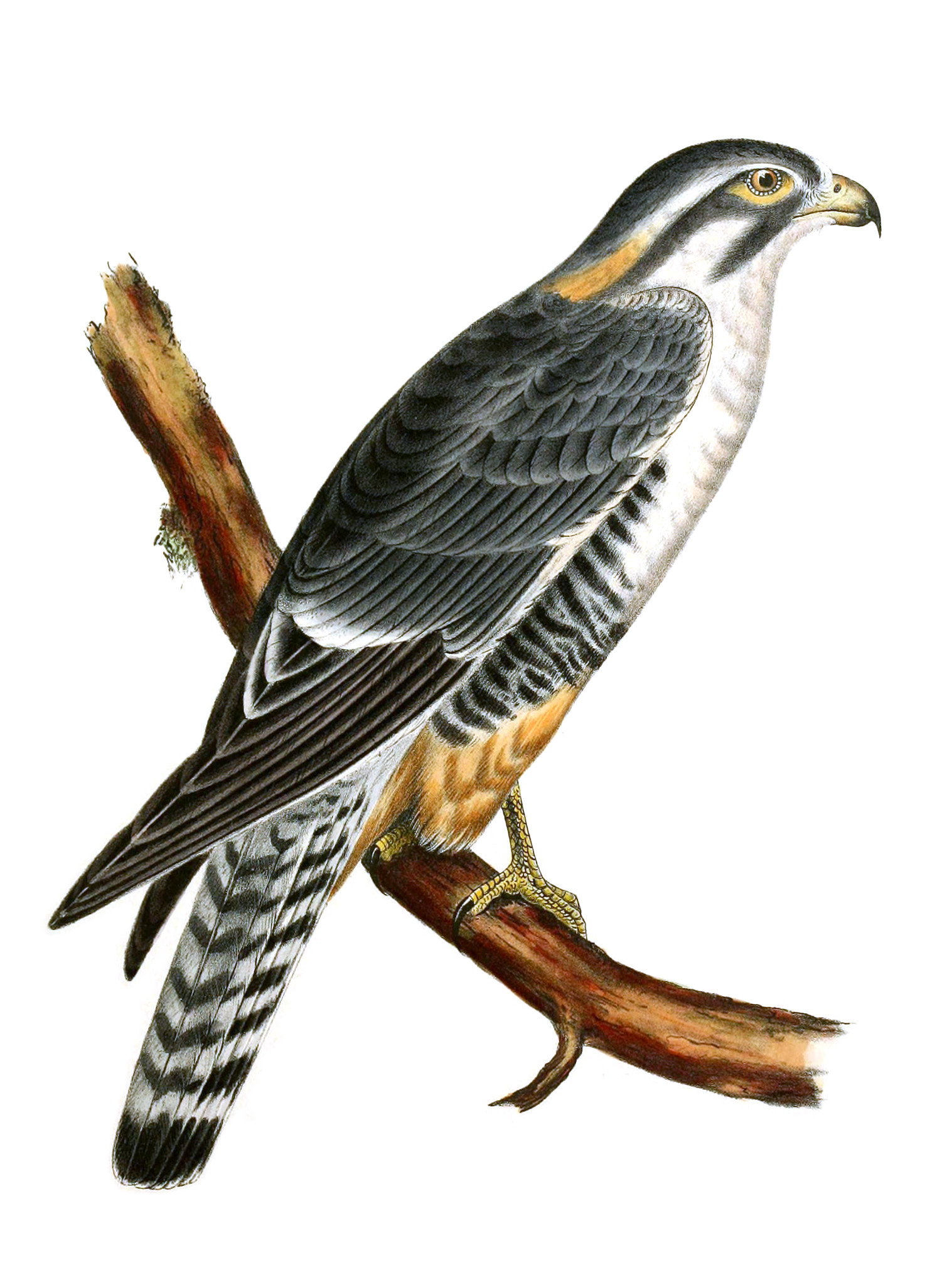
Ilustração da Pacific Railroad Surveys

Narita Foad - Trinidad

O falcão-de-coleira é muito esguio, de asa longa e cauda longa, do tamanho de um pequeno falcão-peregrino (F. peregrinus), com 30–40 cm de comprimento e com uma envergadura média de cerca de 90 cm mas apenas metade do peso, em cerca de 200-300 gramas em machos e 270-460 gramas em fêmeas. Em aves adultas, as partes superiores são cinza-azuladas escuras, assim como grande parte da cabeça, com o "bigode" usual de falcão contrastando fortemente com a garganta e as listras brancas dos olhos. A parte superior do peito continua com o branco da garganta; existem manchas pretas em cada lado da parte inferior da mama que se encontram no meio; o ventre e as coxas, abaixo das manchas pretas, são canela clara. A cauda é preta com estreitas barras brancas ou cinza e uma ponta branca. A cere do bico, o anel do olho e os pés são amarelos ou amarelo-laranja.
Aparte o fato das fêmeas serem maiores que os machos. As aves juvenis são muito semelhantes aos adultos, mas suas partes superiores e barriga são marrom-escuras, o peito é listrado de preto, o branco na cabeça e no peito é amarelado, e a cor de canela na parte inferior é mais pálida, assim como os pés.

Esta espécie pode ser confundida com o cauré (F. rufigularis) e o falcão-de-peito-laranja (F. deiroleucus ), que apresentam padrões de ferrugem branco-preto semelhantes abaixo, mas essas espécies são construídas mais como falcões-peregrinos e têm uma tonalidade escura sólida cabeças e barrigas avermelhadas mais escuras. Essas duas espécies são geralmente consideradas como pertencentes à mesma linhagem do falcão-de-coleira-. Duas outras espécies de Falco das Américas, o esmerilhão (F. columbarius) e o quiriquiri (F. sparverius), parecem estar mais próximas do grupo dos falcões-de-coleiral do que a maioria dos outros falcões, mas as relações de todas essas linhagens são bastante enigmáticas. Tudo o que pode ser dito com alguma certeza é que eles divergiram como parte de uma radiação holártica no Mioceno Superior, provavelmente por volta de 8 a 5 milhões de anos atrás.

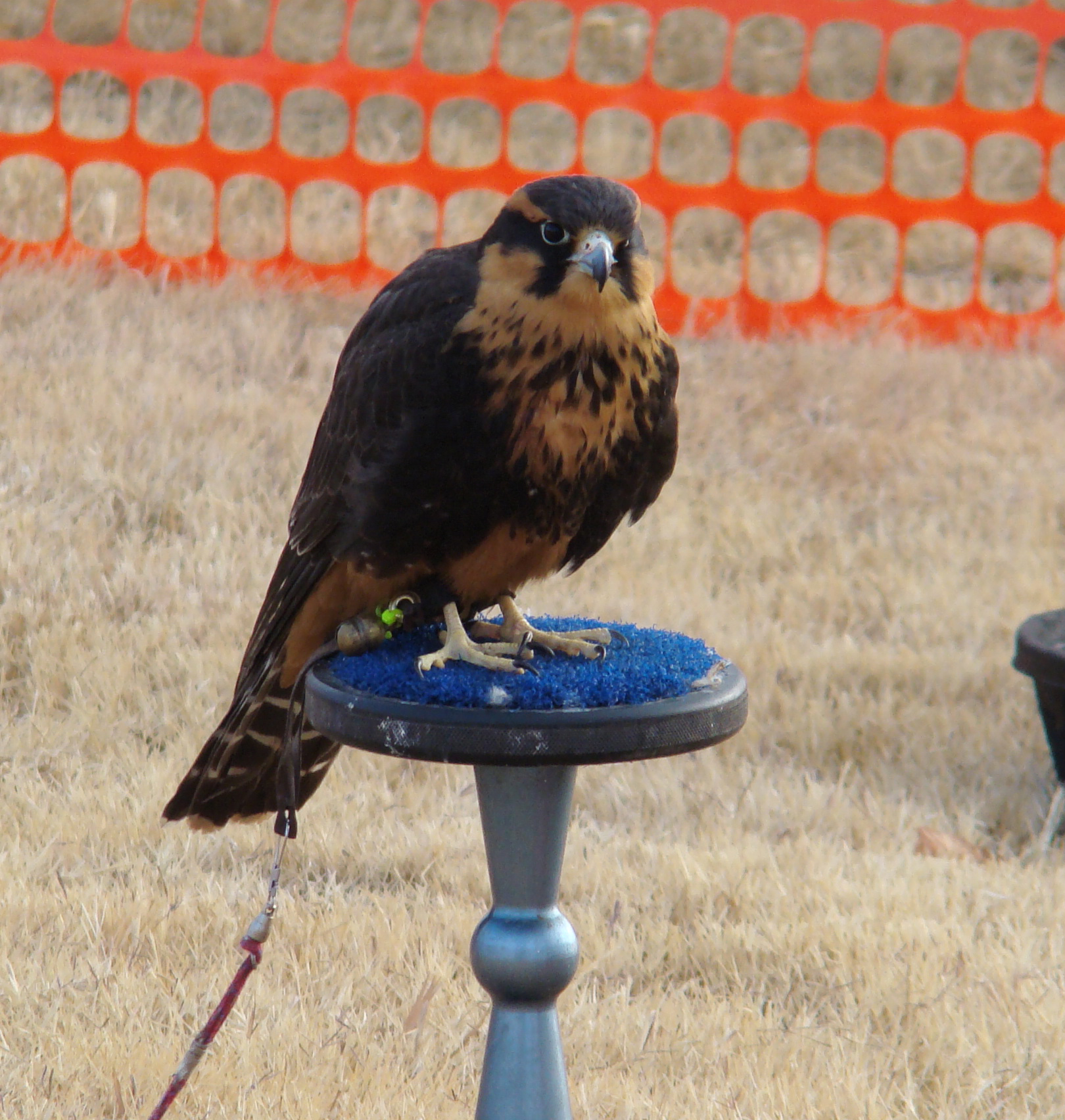
Falcão-de-coleira no THA Meet '09

## Habitat, distribuição e comportamento
O habitat do falcão aplomado são pastagens secas, savanas, pântanos e, no Brasil, é comumente observado em algumas grandes cidades, como São Paulo.  Varia desde o norte do México e Trinidad localmente até o sul da América do Sul, mas foi extirpado de muitos lugares em sua distribuição, incluindo todo o norte e centro do México, exceto uma pequena área de Chihuahua. Globalmente, no entanto, é tão difundido que é avaliado como espécie de menor preocupação pela IUCN .
Alimenta-se de grandes invertebrados e pequenos vertebrados, com pequenos pássaros constituindo a maior parte de suas presas. Bandos de espécies mistas que se alimentam em cerrado aberto e pastagens emtram em alerta ao avistar essa espécie; pássaros pequenos o temem mais do que a maioria dos outros predadores. Muitas vezes é visto voando no crepúsculo, caçando insetos e comendo-os em voo. Ele também caça em campos  queimados, nos quais muitas aves desta espécie podem se reunir; cooperação entre falcões-de-coleira individuais - geralmente membros de um par - também foi registrada. No Brasil, falcões aplomado foram observados seguindo lobos-guará (Chrysocyon brachyurus) e perseguindo pássaros que os lobos assustam.  As presas pesam normalmente de um quinto a metade do peso dos falcões, mas as fêmeas desta espécie (que devido ao seu tamanho podem enfrentar presas maiores) foram registradas comendo pássaros maiores do que elas, como uma garça-vaqueira (Bulbucus ibis) ou uma chachalaca simples (Ortalis vetula), em raras ocasiões.
O ninho é uma plataforma construída com gravetos em qualquer altura em um arbusto ou árvore. Dois ou três ovos são postos.